# Tadeusz Wyssogierd
Tadeusz Wyssogierd herbu Odrowąż (ur. 1765, zm. 2 października 1810 w Dreźnie) – wojski preński w latach 1793–1794, poseł na sejm 1786.
Podczas Sejmu w 1786 roku został wybrany sędzią sejmowym. W 1794 roku mianowany został członkiem Rady Najwyższej Narodowej, został powołany przez nią na członka osobnej deputacji centralnej dla Litwy. W 1795 roku wyjechał z Polski i zamieszkał w Dreźnie.
Pochowany na Starym Cmentarzu Katolickim w Dreźnie.